# 长身纳尔巴绵鳚
长身纳尔巴绵鳚，為輻鰭魚綱鱸形目绵鳚亞目绵鳚科的其中一種，分布於北太平洋區的白令海海域，屬底棲性魚類，棲息深度300-520公尺，體長可達13.5公分。